# 所賢一
所 賢一（ところ けんいち、1949年3月15日 - ）は、日本の元競泳選手。競泳指導者。広島県大竹市出身。

## 競泳選手として
1949年に広島県に生まれる。広島県立大竹高等学校に進学。第20回国民体育大会に出場。広島県高等学校選手権に出場し、400m、1500m自由形優勝。中国高等学校選手権に出場し、400mリレー4位。第21回国民体育大会に出場。
中央大学に進学。日本選手権水泳競技大会に出場し400m自由形5位。中央大学水泳部主将になる。日本学生選手権水泳競技大会に出場し、400m自由形2位、1500m自由形3位。
和歌山県立伊都高等学校教師になる。第26回国民体育大会に出場し400m自由形教員部優勝（大会新記録）。第27回国民体育大会に出場し400m自由形教員部優勝。2年連続の日本一となる。
フジタドルフィンクラブ入社（フジタ）。第45回国民体育大会に出場し、40歳以上50mバタフライ5位。

## 競泳指導者として
競泳指導者として日本中学新記録、日本高校新記録、日本記録保持者およびオリンピック選手(例：奥野景介・現早稲田大学水泳部総監督など)を多く輩出。国民体育大会高校監督5回、国民体育大会青年監督3回、日本対中国対抗戦全日本コーチ、全日本ジュニア合宿ヘッドコーチ、全日本ジュニア遠征監督（香港）を務めた。
株式会社ドルフィンクラブフジタドルフィンクラブナタリー取締役支配人になる。(財)日本体育協会公認スポーツ指導者表彰・功労彰授章。（財）広島県水泳連盟・功労彰授章。

## 競泳関係
日本スイミングクラブ協会中国支部副会長、広島県水泳連盟理事、広島県フィットネスクラブ協会理事長、廿日市市水泳連盟会長、大竹市水泳連盟理事、日本体育協会公認A級教師、日本体育協会公認A級コーチ、日本体育協会公認A級スポーツ指導員、日本水泳連盟公認上級競技役員を務める。